# Iris thompsonii
Iris thompsonii är en irisväxtart som beskrevs av Robert Crichton Foster. Iris thompsonii ingår i släktet irisar, och familjen irisväxter. Inga underarter finns listade i Catalogue of Life.